# 岡大海
岡 大海（おか ひろみ、1991年7月15日 - ）は、岡山県倉敷市出身のプロ野球選手（外野手、内野手）。右投右打。千葉ロッテマリーンズ所属。

## 経歴

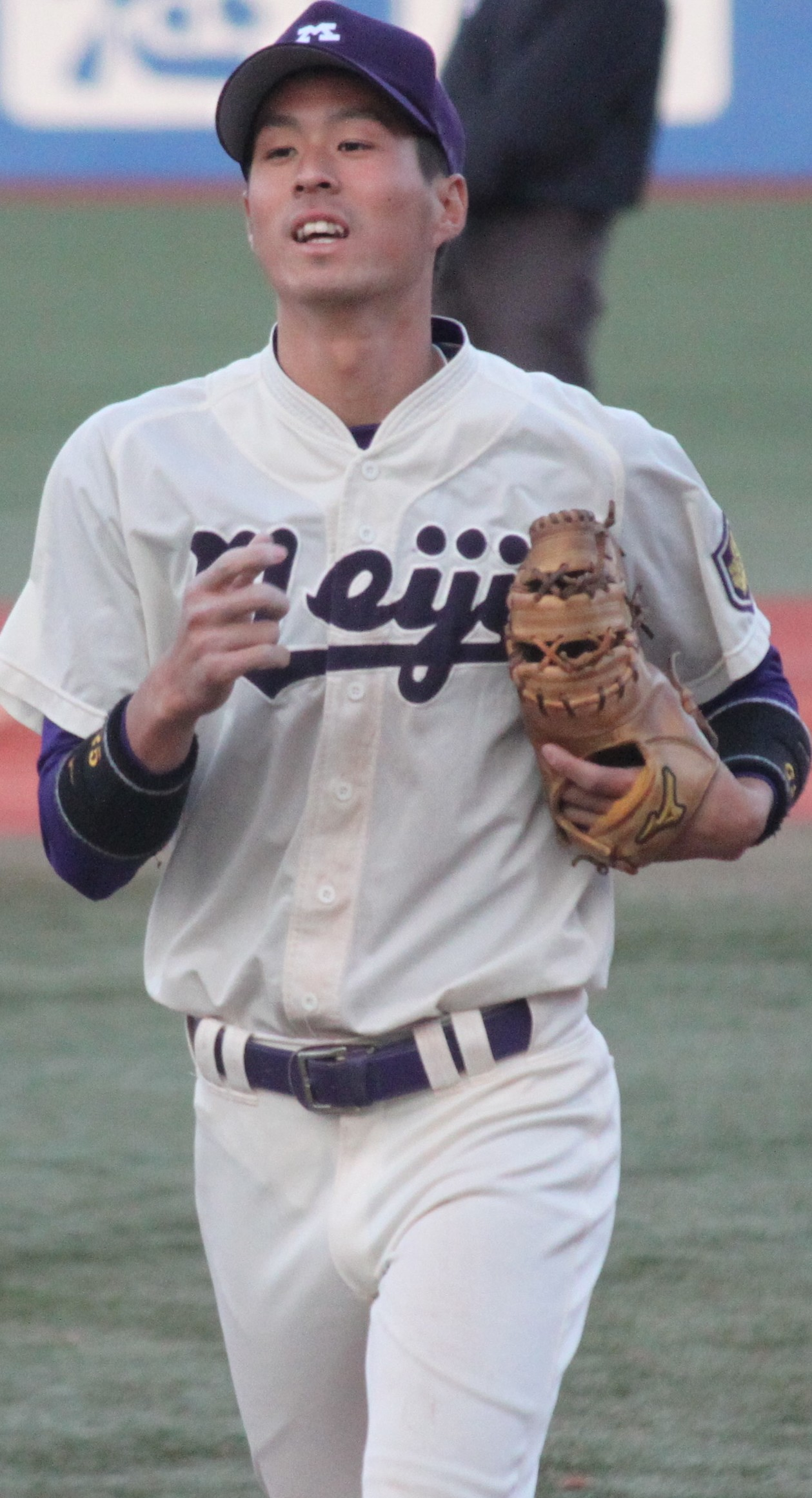
明治大学時代
（2013年11月17日 明治神宮野球場）

### プロ入り前
倉敷商業高等学校に進学後、2年夏・3年夏の甲子園に出場。
高校卒業後は明治大学へ進学。4年時には「大学生野手No.1」と評される一方、投手としても出場する二刀流で活躍した。一塁手としてベストナインを1回受賞。リーグ通算は投手として19試合・3勝3敗、野手として59試合・186打数59安打、3本塁打、31打点、打率.317。
2013年10月24日のドラフト会議にて、北海道日本ハムファイターズから3位指名を受け、11月23日に契約金6000万円、年俸840万円で入団に合意した。背番号は31。
同年11月、台湾で開催された「2013 BASEBALL CHALLENGE 日本 VS チャイニーズ・タイペイ」にて大学生野手唯一の日本代表に選出された。

### 日本ハム時代

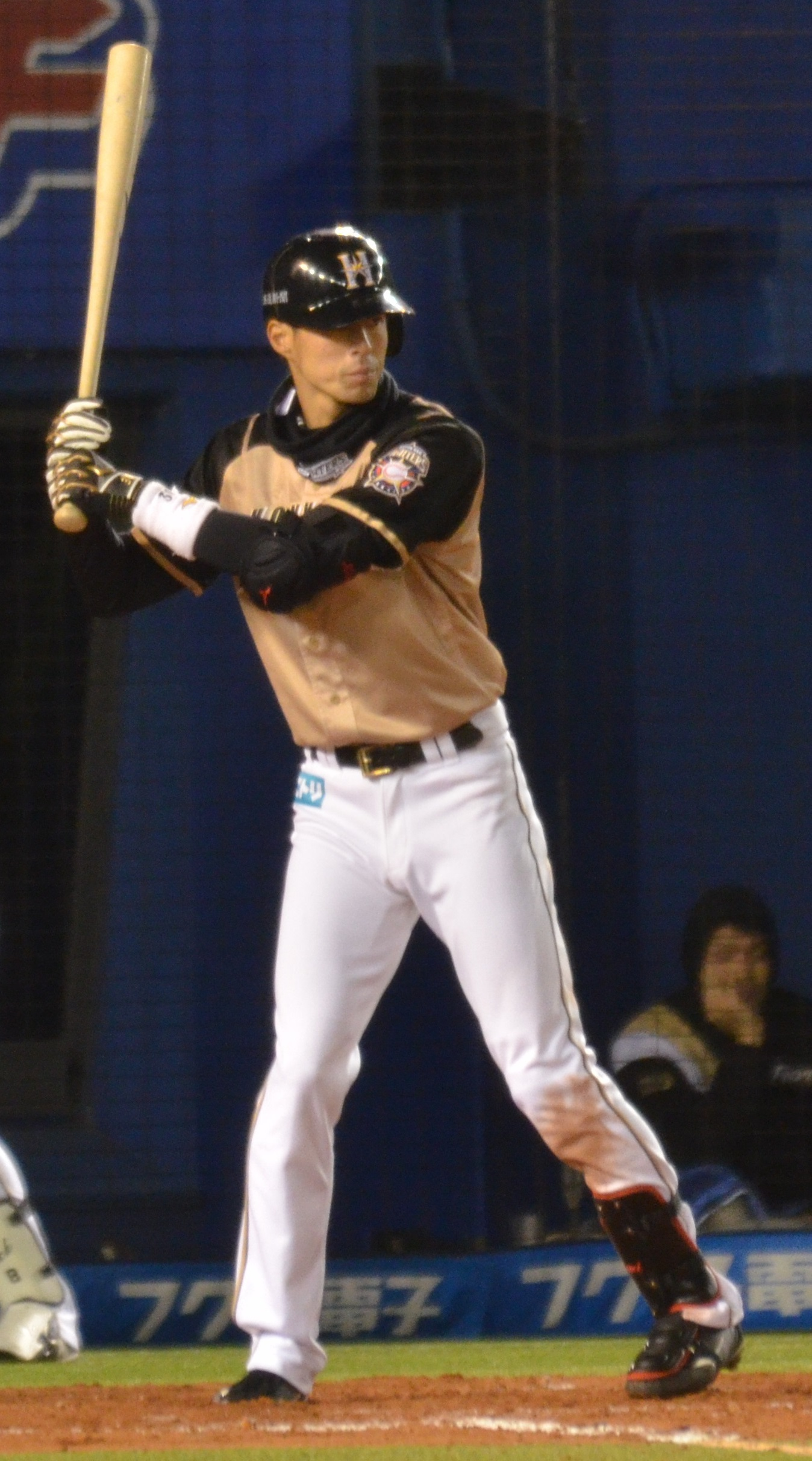
北海道日本ハムファイターズ時代
（2014年4月4日 QVCマリンフィールド）

2014年は、内野手登録ながらキャンプでは外野手に挑戦。開幕一軍を勝ち取るも4月17日に二軍落ちとなる。5月2日のイースタン・リーグの試合にて、打者走者として一塁ベースを踏んだ際に、左足裏靱帯断裂・左足リスフラン関節脱臼骨折の大けがを負う。実戦復帰までおよそ5か月を要し、その後のシーズンを棒に振った。11月10日の日米野球2014壮行試合にて「5番・中堅手」として実戦復帰した。
2015年は、「1番・左翼手」として出場した4月1日の対千葉ロッテマリーンズ戦（QVCマリンフィールド）にて決勝打となるプロ初本塁打を放った。以降は序盤のけがで離脱した陽岱鋼に代わり、外野手としての出場機会を増やす。規定打席未達ながらも101試合でリーグ4位となる18盗塁を記録した。
2016年、二度にわたるけがで41試合の出場にとどまったが、打率.374とハイアベレージを記録。また、6月におけるチームのシーズン15連勝中のキーマンとして貢献。クライマックスシリーズ・日本シリーズでも先発・途中出場を問わず活躍した。オフに背番号を「18」に変更。
2017年は、陽岱鋼の移籍に伴いレギュラー獲得の期待が高まるも、前年から一転して打撃不振に陥る。シーズン途中から大田泰示と松本剛が外野手の先発メンバーに定着し、出場は60試合にとどまる。
2018年も、28試合の出場で打率.154を記録。

### ロッテ時代
2018年7月26日、藤岡貴裕との交換トレードで千葉ロッテマリーンズへの移籍が発表された。背番号は、2013年の侍ジャパン選出時にも着用した39。右手第二指基節骨骨折により離脱した荻野貴司の穴を埋めることを最重要課題としていた千葉ロッテのニーズと合致した。
7月30日の埼玉西武ライオンズ戦（ZOZOマリンスタジアム）に、「7番・中堅手」として移籍後初出場。4四死球で全打席出塁の活躍を見せた。8月1日の古巣日本ハム戦（帯広）にて移籍後初安打を記録。球団創設50年記念試合として行われた、同月21日の西武戦（東京ドーム）では、15球粘って同点の2点打を放った。9月17日の東北楽天ゴールデンイーグルス戦（ZOZOマリン）にて、藤平尚真から自身2年ぶりとなる移籍後初本塁打を打ち、ベンチからサイレントトリートメントによる祝福を受けた。最終成績は51試合で打率.204、3本塁打、13打点、7盗塁を記録。10月11日には、3歳年上の一般女性と結婚した。シーズンオフの12月3日、翌年から背番号を大学4年時に背負った25に変更すると発表された。
2019年は、開幕一軍入りを果たすも、18打数無安打で4月15日に二軍落ち。4月28日に再昇格すると、以降は代走や守備固めとして出場。交流戦では先発出場も増え、「8番・右翼手」として出場した6月17日の中日ドラゴンズ戦（ZOZOマリン）では、元チームメイトの谷元圭介から特大本塁打を放った。交流戦後は再び途中出場が主となったが、9月の荻野の離脱時には、「1番・中堅手」として出場を重ねた。最終的に、95試合の出場で、打率.227、16打点、自己最多となる6本塁打、盗塁成功率は.929で13盗塁を記録した。オフには山本大貴、安田尚憲とともにプエルトリコ・ウィンターリーグのクリオージョス・デ・カグアスにおよそ1か月派遣されたが、無安打のまま出場機会をなくし帰国するなど、打撃に課題を残した。
2020年は、62試合に出場したが、うち先発出場は10試合のみと、前年同様に代走や守備固めがメインとなった。また、後半戦に入るにつれ、出場機会も減少。10月7日には、新型コロナウイルスに感染した岩下大輝の濃厚接触者として登録抹消となった。最終的に、打率.143、0本塁打、2打点、7盗塁という成績に終わった。
2021年は、4月21日の対北海道日本ハムファイターズ戦にて、9回裏二死一塁でセンターへの逆転サヨナラ2点本塁打を放った。ロッテでの逆転サヨナラ本塁打は、2001年7月9日の対福岡ダイエーホークス（現・福岡ソフトバンクホークス）戦でのフランク・ボーリック以来およそ20年ぶり、日本人打者では1997年8月8日の対オリックス・ブルーウェーブ（現・オリックス・バファローズ）戦での初芝清以来およそ24年ぶりだった。このサヨナラ本塁打により、「スカパー! ドラマティック・サヨナラ賞」月間賞3・4月部門を受賞。10月10日、再び9回表二死一塁の状況で杉浦稔大から同点本塁打を放ち、引き分けに持ち込む。10月15日、またも二死一塁の状況で森唯斗からシーズン2度目となるサヨナラ本塁打を放ち、「スカパー! ドラマティック・サヨナラ賞」月間賞10・11月部門と年間大賞を受賞した。この2本のサヨナラ本塁打は、上述したボーリックのサヨナラ本塁打である「ボーリックナイト」にあやかり、「ヒロミナイト」と呼ばれるようになった。オフに、1000万円増の推定年俸3200万円で契約を更改した。
2022年は、3月25日に行われた楽天との開幕戦（楽天生命パーク宮城）に「6番・中堅手」で先発出場。シーズン前半は、荻野貴司や角中勝也がけがで不在のなか、髙部瑛斗と共に外野手の一角を担う。荻野と角中の一軍復帰後は、代打や代走、守備固めなどあらゆるシチュエーションで途中起用された。シーズンにおいては先発出場が56試合、途中出場が42試合だった。最終成績は打率.217、6本塁打、19打点、12盗塁。自身初となる盗塁成功率100％だった。オフに、400万円増の推定年俸3600万円で契約を更改した。
2023年は、開幕一軍入りを果たし、109試合に出場。シーズン前半は荻野や藤原恭大の度重なる離脱で先発起用が増える。自身の誕生日である7月15日の対楽天戦（ZOZOマリン）にて、7-7の同点で迎えた8回二死二・三塁の打席で安樂智大から決勝2点適時三塁打を放ち、勝利に貢献した。荻野の復帰後は代打や代走での起用もあったが、好調をキープし続け、最終的に打率.282、7本塁打、33打点、15盗塁を記録。同年は取得済みだったFA権を行使せず、新たに3年契約を結び残留が決定した。オフに、3400万円増となる推定年俸7000万円で契約を更改した。
2024年は、4月16日の対西武戦（ZOZOマリン）にて、3-3の同点で迎えた延長11回二死一・二塁の打席で増田達至からサヨナラ適時打を放った。5月12日の対日本ハム戦（エスコンフィールドHOKKAIDO）にて、1回表に伊藤大海から放った初回先頭打者本塁打を含む自身初の1試合2本塁打を記録。同月19日の対日本ハム戦（ZOZOマリン）にて、3-3の同点で迎えた9回一死無走者の打席で河野竜生からシーズン2度目のサヨナラ打となるサヨナラ本塁打を放った。6月30日の対オリックス戦（ZOZOマリン）にて、7回一死一・三塁の打席で才木海翔から2点適時二塁打を放った。これにより同月16日の対中日戦からの連続試合二塁打を8試合に伸ばし、金子誠と近藤健介の持つ記録（7試合連続）を更新。7月8日時点でリーグ2位の打率.301、5本塁打、24打点を記録。同日、監督推薦により自身初となるオールスターゲームに選出された。同月23日のオールスターゲーム第1戦（エスコンフィールドHOKKAIDO）にて、2回無死無走者の打席で才木浩人からオールスター戦初打席本塁打、翌24日の第2戦（明治神宮野球場）にて7回無死無走者の打席で桐敷拓馬から本塁打を放ち、球団では1983年の落合博満以来41年ぶりの2試合連続本塁打を記録。8月4日の対オリックス戦（京セラドーム大阪）にて1回表に曽谷龍平からシーズン2本目の初回先頭打者本塁打を放った。同月8日の対ソフトバンク戦（ZOZOマリン）における6回裏、左ふとももの張りを感じ途中交代。翌9日、左大腿二頭筋の肉離れと診断され、出場選手登録を抹消された（9月10日に一軍復帰）。シーズンでは規定打席まであとわずかだったが、チーム日本人トップの7本塁打を記録し、打撃成績ではキャリアハイを更新。複数年契約中のため現状維持での契約更改となった。

## 選手としての特徴
スタメン、代打、代走、守備固めなど様々な役割をこなせる選手。「ヒロミナイト」と呼ばれる、試合終盤での勝負強さに定評がある。打撃フォームは足を上げる、すり足にするなど、その日の感覚や相手投手によって変更している。
50メートル走5秒7、100メートル走11秒1の快足が持ち味。明治大学時代に投手として記録した最速152km/hという強肩も光る。2019年以降は一塁守備にも就いている（大学時代に経験あり）。

## 人物
愛称は「おかぴ」、「岡ちゃん」。
テニス漫画『エースをねらえ!』の主人公・岡ひろみと同音である。それにちなみ、日本ハム時代における応援歌の冒頭が『エースをねらえ！』のサビのアレンジとなっていた。なお同応援歌は、岡の退団後に“大海”つながりで伊藤大海へと受け継がれている。
倉敷商業高から明治大学へ進学した先輩に星野仙一がいる。岡が明治大を選んだ理由は、星野が明治大からプロ入りしたためだという。
闘志あふれるプレーや高校・大学が星野の後輩ということで、「怖い」「怒りっぽい」などのイメージを持たれがちだが、実際は穏やか口調でおっとりしている。
大学の同期に大阪エヴェッサの西川貴之がいる。西川のレバンガ北海道在籍時、同チームの公式ファンブックにて岡と西川の対談が掲載されている。

### エピソード
食べ物の好き嫌いが多く、トマト、ナス、きのこ類が苦手である。また、海草類もあまり口にしない。
2015年4月1日の千葉ロッテ戦（QVCマリンフィールド）にて藤岡貴裕からプロ初本塁打を放った。その3年後、ロッテへのトレードが決まった岡だが、奇しくもトレード相手は藤岡だった。
2016年シーズンから田中賢介に食事に対する助言を仰ぐようになった。球場やホテルなどで食事をする際、可能なかぎり隣でメニューを確認してもらっている。
2016年シーズンから盗塁をひとつ決めるごとに、「北海道車いすテニス協会」へ車いす用タイヤセットを寄贈する「おかひろみプロジェクト」を始動させた。もともとプロ入りの際には何かしら社会貢献をしたい気持ちがあったが、プロ1年目に歩行が困難なほどのけがを経験し、その思いがいっそう強くなったという。
理容組合北海道日本ハムファイターズ後援会が球団とコラボレーションして、毎年の最新ヘアデザインのモデルを若手選手からファン投票により決定する企画「ファイターズスタイル」2017年度のモデルに選出された。

## 詳細情報

### 年度別打撃成績
| 年 度      | 球 団      | 試 合 | 打 席 | 打 数 | 得 点 | 安 打 | 二 塁 打 | 三 塁 打 | 本 塁 打 | 塁 打 | 打 点 | 盗 塁 | 盗 塁 死 | 犠 打 | 犠 飛 | 四 球 | 敬 遠 | 死 球 | 三 振 | 併 殺 打 | 打 率 | 出 塁 率 | 長 打 率 | O P S |
| ---------- | ---------- | ----- | ----- | ----- | ----- | ----- | -------- | -------- | -------- | ----- | ----- | ----- | -------- | ----- | ----- | ----- | ----- | ----- | ----- | -------- | ----- | -------- | -------- | ----- |
| 2014       | 日本ハム   | 15    | 39    | 35    | 3     | 4     | 0        | 0        | 0        | 4     | 0     | 1     | 1        | 1     | 0     | 3     | 0     | 0     | 8     | 0        | .114  | .184     | .114     | .298  |
| 2015       | 日本ハム   | 101   | 294   | 259   | 35    | 61    | 14       | 0        | 4        | 87    | 26    | 18    | 3        | 10    | 1     | 17    | 0     | 7     | 64    | 8        | .236  | .299     | .336     | .635  |
| 2016       | 日本ハム   | 41    | 154   | 131   | 28    | 49    | 7        | 0        | 2        | 62    | 12    | 9     | 1        | 3     | 1     | 15    | 0     | 4     | 27    | 4        | .374  | .450     | .473     | .924  |
| 2017       | 日本ハム   | 60    | 132   | 124   | 15    | 21    | 4        | 1        | 0        | 27    | 7     | 6     | 2        | 3     | 1     | 4     | 0     | 0     | 34    | 4        | .169  | .194     | .218     | .412  |
| 2018       | 日本ハム   | 28    | 60    | 52    | 11    | 8     | 3        | 0        | 0        | 11    | 7     | 5     | 0        | 2     | 0     | 4     | 0     | 2     | 12    | 3        | .154  | .241     | .212     | .453  |
| 2018       | ロッテ     | 51    | 166   | 142   | 19    | 29    | 5        | 0        | 3        | 43    | 13    | 7     | 2        | 2     | 2     | 15    | 0     | 5     | 30    | 3        | .204  | .299     | .303     | .602  |
| '18計      | ロッテ     | 79    | 226   | 194   | 30    | 37    | 8        | 0        | 3        | 54    | 20    | 12    | 2        | 4     | 2     | 19    | 0     | 7     | 42    | 6        | .191  | .284     | .278     | .562  |
| 2019       | ロッテ     | 95    | 182   | 154   | 36    | 35    | 8        | 1        | 6        | 63    | 16    | 13    | 1        | 3     | 1     | 18    | 1     | 6     | 32    | 5        | .227  | .330     | .409     | .739  |
| 2020       | ロッテ     | 62    | 64    | 56    | 12    | 8     | 0        | 0        | 0        | 8     | 2     | 7     | 3        | 1     | 0     | 7     | 0     | 0     | 18    | 1        | .143  | .238     | .143     | .381  |
| 2021       | ロッテ     | 110   | 185   | 161   | 31    | 39    | 6        | 0        | 6        | 63    | 18    | 11    | 1        | 5     | 0     | 14    | 1     | 5     | 44    | 6        | .242  | .322     | .391     | .714  |
| 2022       | ロッテ     | 98    | 248   | 207   | 29    | 45    | 11       | 2        | 6        | 78    | 19    | 12    | 0        | 5     | 3     | 24    | 0     | 9     | 56    | 4        | .217  | .321     | .377     | .698  |
| 2023       | ロッテ     | 109   | 372   | 319   | 50    | 90    | 16       | 3        | 7        | 133   | 33    | 15    | 4        | 8     | 0     | 37    | 0     | 8     | 56    | 5        | .282  | .371     | .417     | .788  |
| 2024       | ロッテ     | 103   | 420   | 362   | 52    | 104   | 28       | 2        | 7        | 157   | 33    | 11    | 3        | 4     | 3     | 44    | 6     | 7     | 64    | 9        | .287  | .373     | .434     | .806  |
| 通算：11年 | 通算：11年 | 873   | 2316  | 2002  | 321   | 493   | 102      | 9        | 41       | 736   | 186   | 115   | 21       | 47    | 12    | 202   | 8     | 53    | 445   | 52       | .246  | .330     | .368     | .697  |

- 2024年度シーズン終了時

### 年度別守備成績
| 年 度 | 球 団    | 一塁  | 一塁  | 一塁  | 一塁  | 一塁  | 一塁     | 外野  | 外野  | 外野  | 外野  | 外野  | 外野     |
| 年 度 | 球 団    | 試 合 | 刺 殺 | 補 殺 | 失 策 | 併 殺 | 守 備 率 | 試 合 | 刺 殺 | 補 殺 | 失 策 | 併 殺 | 守 備 率 |
| ----- | -------- | ----- | ----- | ----- | ----- | ----- | -------- | ----- | ----- | ----- | ----- | ----- | -------- |
| 2014  | 日本ハム | -     | -     | -     | -     | -     | -        | 13    | 19    | 0     | 1     | 0     | .950     |
| 2015  | 日本ハム | -     | -     | -     | -     | -     | -        | 96    | 138   | 4     | 1     | 1     | .993     |
| 2016  | 日本ハム | -     | -     | -     | -     | -     | -        | 38    | 64    | 2     | 3     | 0     | .957     |
| 2017  | 日本ハム | -     | -     | -     | -     | -     | -        | 50    | 72    | 2     | 1     | 0     | .987     |
| 2018  | 日本ハム | -     | -     | -     | -     | -     | -        | 21    | 22    | 0     | 1     | 0     | .957     |
| 2018  | ロッテ   | -     | -     | -     | -     | -     | -        | 50    | 87    | 7     | 2     | 1     | .979     |
| '18計 | ロッテ   | -     | -     | -     | -     | -     | -        | 71    | 109   | 7     | 3     | 1     | .975     |
| 2019  | ロッテ   | 11    | 21    | 3     | 0     | 1     | 1.000    | 76    | 77    | 1     | 2     | 0     | .975     |
| 2020  | ロッテ   | 10    | 13    | 0     | 0     | 1     | 1.000    | 39    | 28    | 3     | 0     | 0     | 1.000    |
| 2021  | ロッテ   | 15    | 28    | 1     | 0     | 1     | 1.000    | 87    | 101   | 1     | 0     | 0     | 1.000    |
| 2022  | ロッテ   | 10    | 28    | 4     | 0     | 2     | 1.000    | 92    | 108   | 1     | 4     | 0     | .965     |
| 2023  | ロッテ   | -     | -     | -     | -     | -     | -        | 106   | 165   | 4     | 4     | 1     | .977     |
| 2024  | ロッテ   | -     | -     | -     | -     | -     | -        | 100   | 155   | 6     | 0     | 1     | 1.000    |
| 通算  | 通算     | 46    | 90    | 8     | 0     | 5     | 1.000    | 768   | 1036  | 31    | 19    | 4     | .983     |

- 2024年度シーズン終了時
- 各年度の太字はリーグ最高

### 表彰
- スカパー! ドラマティック・サヨナラ賞年間大賞：1回（2021年）
- 月間サヨナラ賞：2回（2021年3・4月、2021年10・11月）
- パ・リーグ連盟特別表彰：1回（特別賞：2024年）[69]

### 記録
初記録
- 初出場：2014年3月28日、対オリックス・バファローズ1回戦（札幌ドーム）、10回裏に佐藤賢治の代走で出場
- 初打席・初安打：同上、12回裏に東明大貴から右前安打
- 初先発出場 : 2014年3月30日、対オリックス・バファローズ3回戦（札幌ドーム）、「9番・右翼手」で先発出場
- 初盗塁：2014年4月10日、対東北楽天ゴールデンイーグルス3回戦（札幌ドーム）、5回裏に二盗（投手：森雄大、捕手：嶋基宏）
- 初打点：2015年3月28日、対東北楽天ゴールデンイーグルス2回戦（札幌ドーム）、7回裏に西宮悠介から右越適時二塁打
- 初本塁打：2015年4月1日、対千葉ロッテマリーンズ2回戦（QVCマリンフィールド）、2回表に藤岡貴裕から左越3ラン

節目の記録
- 100盗塁：2023年7月24日、対福岡ソフトバンクホークス13回戦（ZOZOマリンスタジアム）、4回裏に二盗（投手：石川柊太、捕手：甲斐拓也） ※史上251人目[70]

その他の記録
- オールスターゲーム出場：1回（2024年）
- 8試合連続二塁打：2024年6月16日、対中日ドラゴンズ3回戦（ZOZOマリンスタジアム）- 2024年6月30日、対オリックス・バファローズ10回戦（ZOZOマリンスタジアム）※金子誠、近藤健介の7試合連続を抜きプロ野球新記録

### 背番号
- 39（2013年野球日本代表、2018年7月27日[14] - 同年終了）
- 31（2014年[7] - 2016年）
- 18（2017年[12] - 2018年7月25日）
- 25（2019年[21] - ）

### 登場曲
- 「Good Time」アウル・シティー & カーリー・レイ・ジェプセン[71]（2014年、2018年途中 - 同年終了）
- 「エースをねらえ!」大杉久美子[72]（2015年 - 2018年途中）
- 「2億4千万の瞳」郷ひろみ（2018年途中 - 2019年途中）
- 「SPEED STAR」フラチナリズム（2019年途中 - 2021年）※2021年は1打席目
- 「感電」米津玄師（2021年 - ）※2打席目以降
- 「きらり」藤井風（2022年 - ）※1打席目

### 代表歴
- 第39回日米大学野球選手権大会日本代表